# 역외 금융 센터

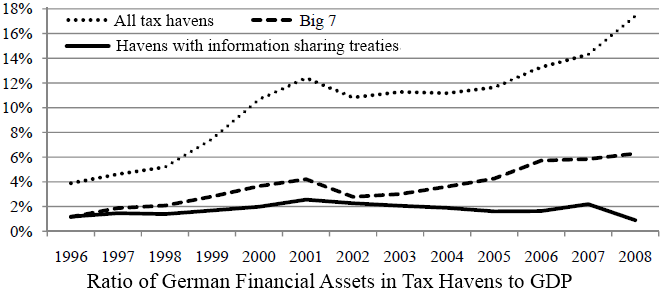
조세피난처에 있는 독일 재산의 규모, 독일 GDP에 대한 비율。규정 준수를 강제하기 때문에 조세 정보를 공유하는 국가의 조세 피난처는 쇠퇴해 왔다. 빅7은 홍콩, 아일랜드, 레바논, 파나마, 싱가포르와 스위스이다.

역외 금융 센터(域外金融 - , 영어: offshore financial center, OFC)는 엄격한 정의는 없지만 일반적으로 작고, 낮은 세율이 적용되고, 비거주 역외회사에 대한 상업적 서비스 제공과 해외 펀드의 투자에 특화한 것을 말한다. 이 용어는 1980년대까지 거슬러 올라가 만들어졌다. 아카데믹스 로즈와 슈피겔(Academics Rose & Spiegel), 소시에테 제너럴(Société Générale)과 국제통화기금(IMF) 은 근해 센터에는 그 거주 인구에 비례하지 않는 금융 부문이 있는 모든 경제권이 포함된다고 다음과 같은 정의를 내렸다.
| “ | An OFC is a country or jurisdiction that provides financial services to nonresidents on a scale that is incommensurate with the size and the financing of its domestic economy. (역외 금융 센터는 국내 경제의 규모 및 이에 대한 자금 조달이 불균형한 규모로 비거주자에 대한 금융 서비스를 제공하는 국가 또는 관할 지역이다.) | ” |
|   | — Ahmed Zoromé, IMF Working Paper/07/87 |   |

## 주요 역외금융센터 목록
- 영국령 버진아일랜드, 전세계에서 역외회사가 가장 많은 곳이다. 70만개 이상이 설립되어, 현재 45만개 정도가 활동중이다. 전세계에 역외회사는 110만개로 추정되는데, 42%가 이곳에 있다.
- 케이맨 제도, 전세계에서 가장 많은 역외자금이 몰려 있는 곳이다. 영국령 버진 아일랜드 서쪽에 위치해 있다.
- 파나마, 예전에 역외회사가 많았지만, 1989년 12월 20일 미국의 파나마 침공으로 역외자금이 대거 이탈한 이후, 지금은 영국령 버진아일랜드에 이어 2위이다. 1992년 기준으로 삼성물산도 법인은 파나마에 등록이 되어 있고 공장은 도미니카공화국이나 코스타리카 등지에 두는 형태를 취하고 있다. 파나마에 주재하고 있는 변호사 사무실을 대리인으로 선임할 경우는 국적에 관계없이 2명의 자연인만으로 기업설립이 가능하다. 한 해에 3백달러의 변호사비용만 들이면 법인의 유지가 가능하다. 유력한 변호사의 경우 한 사람이 5천개의 역외회사까지 관리하고 있을 정도다. 파나마 은행들의 예금고 가운데 70%가 역외예금이다.[8]
- 저지 섬, 영국 왕실령인 섬들 중에서 가장 국제적인 섬이다.

## 같이 보기
- 조세 회피지(조세 피난처, 택스 해이븐)